# Méhek a kultúrában
A méheket a kultúra különböző területein ábrázolják a maguk biológiai valóságát hangsúlyozva, játékosan vagy szimbolikusan.

## Az építészetben
Nála a méhek a szorgalom jelképei - hiszen a takarékpénztár is szorgalmasan gyűjtögeti mások megtakarításait.  Az egykori Postatakarékpénztár épületének homlokzatán Budapest V. kerületében Lechner Ödön is alkalmazott díszítésként kaptárt, amelyhez a gyűjtögetést szimbolizáló majolika méhecskék igyekeznek.

## Filmen
- A méhkirálynő szimbolikája filmen is megjelent.
- Mézengúz
- Maja, a méhecske

## Néhány idézet a méhekről
„Kitartó röpte, erős csípése, bensőséges viszonya a virágokkal, az, hogy elkerül mindent, ami ártalmas, a mód, ahogy a dolgozók szolgálják a királynőt – akit az ókorban mindig királynak tekintettek –, páratlan rajzási szokásai, elképesztő szorgalma és ügyessége, amellyel gyűjti és elraktározza a mézet, készíti a viaszt, e két, az ember számára szerfelett értékes, ám ismeretlen eredetű anyagot, a méhet isteni lénnyé avatta, az istenek első számú kegyeltjévé, aki valahogy itt maradt az aranykorból, vagy önszántából kiszökött az Édenkertből a szegény, bűnbeesett emberrel, hogy megédesítse keserves sorsát.”
W. M. Wheeler: A rovarok szociális élete

Részlet Arthur Herzog: Rajzás című könyvéből
– Miért van a méheknek királynőjük?

– Mert ha koalíciós kormányuk lenne, nem lenne mézük.
Egy Einsteinnek tulajdonított jóslat szerint (sokan városi legendának tartják, hogy ezt Einstein mondta volna), ha a méhek eltűnnek, az emberi fajnak négy éve van hátra a kipusztulásig.
Egy idézet Shakespeare-től:
"Ekkép működnek a méhek,

E parányi lények is,

A természet törvényivel tanítván,

Mint tartson rendet egy népes királyság.

Van egy királyuk és különböző

Munkásaik, kiknek némelyike,

Mint hivatalnok, otthon felvigyáz

Más, mint kereskedő, künn ügyködik,

Más, mint vitéz, fullánkkal felfegyverezve

A nyári bársony bimbókon dulong

S ragadmányát víg léptekkel viszi,

A fejedelem királyi sátorába,

Ki fönségében sürgve nézi, mint

Építik zsongva a kőművesek

Az arany tetőket, a polgári rendek

Mint gyúrják mézöket, s miként tolongnak

Nehéz terhükkel a keskeny kapun

Szegény napszámosok, míg a komoly

Tekintetű bíró, rideg zúgással,

Halvány hóhérnak adja által a

Röst, ásító herét–”